# Георгий Вицин
Георгий Михайлович Вицин (рус. Георгий Вицин) е съветски и руски актьор. Роден е на 18 април 1917 г. Най-известен е с това, че играе роли на Трус в комедиите на Леонид Гайдай.

## Биография
След като завършва училище Георгий влиза в училището на Малия театър. Но скоро той беше изключен с формулировката „за несериозно отношение към учебния процес“. През есента Вицин издържа изпитите за Театралното училище на името на Евг. Вахтангов студио на Московския художествен театър-2, където учи от 1934 до 1935 г.
През 1936 г. е приет в трупата на театър-студия под ръководството на великия актьор Микола Хмелев. Скоро студиото е преименувано на Московския театър на името на М. Ермолова. Тук Вицин беше водещ актьор, любимец на публиката. Критиците писаха за него с удоволствие и никой не можеше да си представи тогава, че човек с такава блестяща сценична кариера може завинаги да напусне театъра за киното.
Дебютира в киното във филма на Григорий Козинцев „Белински“ (1951), въплъщавайки образа на Гогол на екрана. Но славата и популярността идват в средата на 50-те години – след филма „Резервен играч“, където получава ролята на Вася Веснушкин (1954). Преди снимките актьорът цял месец тренира всеки ден на стадиона, за да „свали мазнините“. А на репетицията на боксовия мач той толкова се ядоса, че нападна сериозно Павел Кадочников, който се занимаваше професионално с този спорт. Последният реагира автоматично. В резултат на това Вицин дойде на себе си с пукнатина в реброто, но не напусна обекта – продължи да излита, стягайки гърдите си с кърпа.
Във филма „Тя те обича“ (1956) сценарият изисква сложна поредица от каскади на водни ски, които трябва да бъдат изпълнени от дубльор. Въпреки това, режисьорът реши да „по-леко“ на Vitsyn. Заедно със сценариста те написаха писмо от името на „фен на Клава“, в което тя уж обяви, че лично ще гледа любимия си актьор да кара водни ски. Георгий Михайлович прочете писмото, съгласи се да играе, целият епизод се получи блестящо, но накрая каза на режисьора: „Но можете да измислите по-интересно име за момичето“.
В същото време Вицин участва и в детективски, исторически и лирични филми. Григорий Козинцев щеше да го направи положителен филмов герой „с лека нотка на ирония“, дори планираше да го снима в ролята на Хамлет. Но започва вторият период от творчеството на актьора – ерата на „Трус“.

## Избрана филмография
| Година | Заглавие на български                                       | Оригинално заглавие                                    | Роля               | Режисьор | Бележки |
| ------ | ----------------------------------------------------------- | ------------------------------------------------------ | ------------------ | -------- | ------- |
| 1958   | „Младоженец от онзи свят“                                   | Жених с того света                                     | Пьотър Фикусов     |          |         |
| 1961   | „Кучето Барбос в необикновен крос“                          | Пёс Барбос и необычный кросс                           | Трус               |          |         |
| 1962   | „Самогончици“                                               | Самогонщики                                            | Трус               |          |         |
| 1962   | „Делови люде“                                               | Деловые люди                                           | Сем                |          |         |
| 1965   | „Операция „Ы“ и други приключения на Шурик“                 | Операция «Ы» и другие приключения Шурика               | Трус               |          |         |
| 1967   | „Кавказка пленница“                                         | Кавказская пленница                                    | Трус               |          |         |
| 1968   | „Седем старци и едно момиче“                                | Семь стариков и одна девушка                           | Трус               |          |         |
| 1971   | „Джентълмени с късмет“                                      | Джентельмены удачи                                     | Хмир               |          |         |
| 1971   | „12-те стола“                                               | 12 стульев                                             | Мечников           |          |         |
| 1975   | „Не може да бъде!“                                          | Не может быть!                                         | бащата на булката  |          |         |
| 1976   | „Дванадесетте стола“                                        | Двенадцать стульев                                     | Безенчук           |          |         |
| 1977   | „Тези невероятни музиканти или новите съновидения на Шурик“ | Эти невероятные музыканты, или Новые сновидения Шурика | епизодична         |          |         |
| 1980   | „За кибрит“                                                 | За спичками                                            | Тахво Кенонен      |          |         |
| 1985   | „Опасно за живота!“                                         | Опасно для жизни!                                      | Александър Чоколов |          |         |